# お父さんはお人好し
『お父さんはお人好し』（おとうさんはおひとよし）は、長沖一原作・作、NHK大阪放送局制作で、NHKラジオ第1で1954年（昭和29年）12月13日から1965年（昭和40年）3月29日まで全500回で放送されたラジオドラマ。
『アチャコ青春手帖』と並び戦後の花菱アチャコと浪花千栄子の代表作となる上方人情ドラマで、絶大な人気を博して関西喜劇ブームの先駆的な作品となり、映画化もされた。
基本的にはNHK大阪放送局スタジオでの公開生放送だが、年数回全国各地で公開生放送（または収録）がされていた。

## 概要
昭和27年（1952年）1月より放送されていた『アチャコ青春手帖』が昭和29年（1954年）3月末に103回で放送終了したあと、アチャコ・浪花コンビを夫婦として、アルフォンス・ドーデの『川船物語』を原作とした『ほろにが物語・波を枕に』というドラマが制作されたが、文芸作品のドラマ化ゆえにあまり人気が出なかったため、「再び明るい笑いを提供したい」とのNHKの意向により、新たなドラマが企画される事になった。
「アチャコ青春手帖」に続いて長沖一が脚本を担当し、数年前に日本で上映されヒットしたアメリカ映画『一ダースなら安くなる』を参考に、五男七女の12人を子に持つ夫婦の日常生活の悲喜こもごもを描く一話完結のドラマとした。長沖一の次男である長沖渉によると、「自分の家であった事が、数週間後にドラマ化されていた」との事で、身近に起きる出来事をコミカルに描いた事で聴取者の人気を集め、やがて聴取率1位を獲得する人気番組となった。
番組は昭和40年（1965年）3月末まで放送され、全500回で終了した。

## キャスト
- 花菱アチャコ - 藤本阿茶太郎
- 月宮乙女 (第2話まで)[2] → 浪花千栄子 - おちえ（妻）
- 八汐路佳子 - 京子（長女・京都）
- 初音礼子 - 乙子（次女・大津）
- 北村英三 - 米太郎（長男・米原）
- 高梨久 - 清二（次男・清洲）
- 永江日佐子 - 熱子（三女・熱田）
- 松山温子 - 豊子（四女・豊橋）
- 端田宏三 - 浜三（三男・浜松）
- 嶋恵子 - 静子（五女・静岡）
- 松永成己 - 沼吉（四男・沼津）
- 松田誠二 - 横之助（五男・横浜）
- 伊奈睦子 - 品子（六女・品川）
- 谷口桂子 - 新子（七女・新橋）
- 永田光男 - 乙子の夫・為男
- 太田淑子 - 浜三の妻・眉子
- 蓬萊泰三 - 岡野

他多数、NHK大阪放送劇団、関西芸術座他、京阪神で活動する複数の劇団の俳優が多く出演。子供たちの名前は、東海道本線の駅名（2021年5月現在東京駅～神戸駅）から取られている。

## 担当アナウンサー
- 鵜飼健支
- 福室喜男
- 波多江良文
- 山川静夫

## スタッフ
- 原作・作[1]：長沖一
- ディレクター：棚橋昭夫ほか
- プロデューサー：熊谷富夫ほか
- 音楽：上野山正男（アコーディオン）
- 生演奏：大阪放送管弦楽団
- テーマ曲：トリオ・こいさんず

## 放送日時
1954年12月13日 - 1965年3月29日
月曜日 20:01 - 20:30

## 受賞
- NHK放送文化賞（1961年）

## エピソード
- アチャコと千栄子は実際の夫婦と勘違いしている人も多かった。地方の公開収録の際も移動の列車の座席が隣同士だったり、ホテル（宿）の部屋が一緒にさせられたりしたこともあった。
- 当時、大阪の放送番組は、週に3時間半の枠だけ、東京でも放送されていた。その中の1時間を使って放送され、人気を得たのが、『てなもんや三度笠』『番頭はんと丁稚どん』などであった。だが、これらの番組で使われた言葉は、東京向けに手直しされた大阪弁であった。これに対し、『お父さんはお人好し』では手直しはされず、そのままの大阪弁の発音が使われた[3]。

## 舞台劇版
共にNHKのテレビで放送。

### 作品リスト（舞台劇版）
1. お父さんはお人好し お父さんのお正月（1958年1月3日）
2. お父さんはお人好し特集 いねむりこっくりの巻（1959年3月1日）

## 映画版

### 作品リスト（映画版）
※映画版のキャストはラジオ版のキャストと異なる。
1. お父さんはお人好し（1955年9月6日、大映映画、監督・斎藤寅次郎、脚本・伏見晃、原作・長沖一）[4]
2. お父さんはお人好し かくし子騒動（1956年2月11日、大映映画、監督・斎藤寅次郎、脚本・笠原良三、原作・長沖一）[5]
3. お父さんはお人好し 産児無制限（1956年2月19日、大映映画、監督・斎藤寅次郎、脚本・笠原良三、原作・長沖一）[6]
4. お父さんはお人好し 優等落第生（1956年5月1日、大映映画、監督・斎藤寅次郎、脚本・笠原良三、原作・長沖一）[7]
5. お父さんはお人好し 迷い子拾い子（1956年5月18日、大映映画、監督・斎藤寅次郎、脚本・笠原良三、原作・長沖一）[8]
6. お父さんはお人好し 家に五男七女あり（1958年2月18日、宝塚映画、監督・青柳信雄）
7. お父さんはお人好し 花嫁善哉（1958年3月12日、宝塚映画、監督・青柳信雄）

## 漫画版
- 『おとうさんはお人よし きえた花よめの巻』長沖一原作、松沢のぼる絵、集英社、1958年[9]
- 『おとうさんはお人よし どじょうすくいの巻』長沖一原作、松沢のぼる絵、集英社、1959年[10]